# Omer Huyse
Omer Huyse (Kortrijk, 22 d'agost de 1898 - Luingne, 2 de març de 1985) va ser un ciclista belga, fou professional entre el 1924 i 1930.
En el seu palmarès destaca una victòria d'etapa al Tour de França de 1924. Aquesta etapa, de 482 o 486 quilòmetres segons les fonts, és la més llarga mai disputada en la història del Tour. L'etapa va començar a les 22.00 del vespre del 29 de juny a les Sables-d'Olonne i finalitzà a Baiona l'endemà cap a les 18.30. Huyse guanyà l'etapa amb un minut i onze segons d'avantatge sobre un grup perseguidor on hi havia Ottavio Bottecchia i Nicolas Frantz, després de 19h 40' de cursa. Huyse finalitzà aquest Tour en novena posició, primer de la categoria “independent”.

## Palmarès
- 1923
  - 1r a la Volta a Bèlgica independent
  - 1r a la Tourcoing-Dunkerque-Tourcoing
- 1924
  - Vencedor d'una etapa al Tour de França
- 1926
  - 5è a la Volta a Euskadi

### Resultats al Tour de França
- 1924. 9è de la classificació general. Vencedor d'una etapa
- 1925. 7è de la classificació general
- 1926. 13è de la classificació general
- 1930. Abandona (2a etapa)